# Eptatretus wisneri
Eptatretus wisneri – gatunek bezszczękowca z rodziny śluzicowatych (Myxinidae).

## Zasięg występowania
Okolice Wysp Galapagos.

## Cechy morfologiczne
Samce osiągają max. 32,8 cm długości całkowitej, samice 35,6 cm. 8 par worków i otworów skrzelowych. 76 gruczołów śluzowych, w tym 9 przedskrzelowych, 7 skrzelowych, 46–47 tułowiowych i 13–14 ogonowych. Fałda brzuszna szczątkowa, ogonowa dobrze rozwinięta. 
"Twarz" zazwyczaj biała, wraz z podstawami wąsów. Reszta wąsów ciemna. Na ciele od czasu do czasu białe plamy. Plamki oczne duże, o zmiennym, nieregularnym kształcie.

## Biologia i ekologia
Występuje na głębokości 512–563 m.